# Richard Henriksson
Richard Henriksson (* 5. Oktober 1982 in Stockholm) ist ein ehemaliger schwedischer Fußballspieler. Der Abwehr- und Mittelfeldspieler gewann mit Djurgårdens IF den schwedischen Meistertitel und den Landespokal.

## Werdegang
Henriksson entstammte der Jugend von Djurgårdens IF. Für den Klub debütierte er 1999 in der Profimannschaft, kam aber zunächst nur unregelmäßig zum Einsatz. 2002 erlebte er sein bestes Jahr beim Verein: in der Mannschaft konnte er einen Stammplatz erkämpfen und gewann am Ende der Spielzeit das Double aus Meisterschaft und Pokal. Gleichzeitig wurde er in die schwedische U 21-Auswahl berufen. Nachdem er 2003 nur noch acht Spiele in der Allsvenskan absolviert hatte, entschied er sich, den Verein trotz des erneuten Gewinns der Meisterschaft zu verlassen.
Nächste Station Henrikssons war IF Brommapojkarna in der Superettan, wo er einen Zweijahresvertrag unterschrieb. Dort hatte er auf Anhieb einen Stammplatz inne und absolvierte innerhalb der nächsten beiden Jahre nahezu jedes Pflichtspiel für den Verein. Nach Ablauf seines Vertrages wechselte Henriksson im Frühjahr 2006 nach Dänemark zu Aarhus GF. Im Sommer kehrte er jedoch wieder nach Schweden zurück und ging zum Drittligisten Västerås SK.
Im Frühjahr 2007 kehrte Henriksson zu seinem ehemaligen Klub IF Brommapojkarna zurück, der mittlerweile in der Allsvenskan spielte. Wiederum konnte er sich in der Stammelf etablieren, stieg mit dem Verein jedoch am Saisonende ab. In der Zweitligaspielzeit 2008 lief er in allen 30 Ligaspielen auf und schaffte mit der Mannschaft an der Seite von Kim Odelius, Joakim Runnemo und Olof Guterstam nach zwei Unentschieden in der Relegation gegen Ljungskile SK aufgrund der Auswärtstorregel die Rückkehr in die Allsvenskan. Hier bestritt er weitere 23 Spiele, ehe er kurz nach Ende der Spielzeit 2009 am 10. November des Jahres sein Karriereende verkündete. In seinen Augen war seine hauptberufliche Tätigkeit als Journalist nicht mit einer Profikarriere vereinbar.

## Erfolge
- Schwedischer Meister: 2002, 2003
- Schwedischer Pokal: 2002